# 颱風家族
《颱風家族》，2019年9月上映的日本劇情片，由市井昌秀自編自導、草彅剛主演。電影上映前，亦出版市井昌秀與妻子今野早苗創作的同名小說。此片進行小規模的限定上映，六天內票房已突破一億日圓。9月23日，因評價反響，宣布延長上映時間。

## 主要角色
- 鈴木小鐵：草彅剛[5]：鈴木家長男。現在無業。
- 鈴木京介：新井浩文[6]：鈴木家次男。公司社長。
- 鈴木麗奈：MEGUMI：鈴木家長女。離婚。
- 鈴木千尋：中村倫也：鈴木家三男。派遣員工。
- 鈴木美代子：尾野真千子：小鉄妻子。
- 鈴木ユズキ：甲田まひる：小鉄女兒。
- 佐藤登志雄：若葉龍也：麗奈現任男友。
- 富永月子：長內映里香：女清潔工。
- 山田稔：相島一之（日语：相島一之）：銀行職員。
- 満福寺：齊藤曉（日语：斉藤暁）：誦經師父。
- 鈴木光子：榊原留美：鈴木家母。現在失踪中。
- 鈴木一鐵：藤龍也：鈴木家父。現在失踪中。

## 幕後團隊
- 編劇：市井昌秀
- 配樂：スパム春日井
- 製作總指揮：木下直哉（日语：木下直哉）
- 製片：武部由實子、中林千賀子（日语：中林千賀子）
- 攝影：灰原隆裕
- 燈光：谷本幸治
- 收音：田中博信
- 美術：大藤邦康
- 造型：渡部祥子
- 妝髮：永嶋麻子
- 剪輯：森下博昭
- 主題曲：《西陽》フラワーカンパニーズ
- 副導演：吉田和弘
- 導演：市井昌秀
- 製作：木下GROUP（日语：木下グループ）
- 發行：Kino Films（日语：キノフィルムズ）

## 上映風波
因電影拍攝完成後，參演的演員之一新井浩文發生性侵事件，導致原預定於同年5月上映因而延期至9月。原新井片段，經製作公司與投資方的研議決定未予刪除。釋出的預告片段、宣傳新聞稿及官網則將新井部分全部移除，並預定於9月6日至9月26日期間限定上映。

## 外部連結
- 電影官方網站 （页面存档备份，存于）
- 颱風家族的X（前Twitter）